# Eryngium racemosum
Eryngium racemosum är en flockblommig växtart som beskrevs av Jeps.. Eryngium racemosum ingår i släktet martornar, och familjen flockblommiga växter. Inga underarter finns listade i Catalogue of Life.